# يوسف كرم (منافس ألعاب قوى)
يوسف كرم هو منافس ألعاب قوى كويتي، ولد في 15 يوليو 1993 في الكويت.

## وصلات خارجية
- يوسف كرم على موقع الاتحاد الدولي لألعاب القوى (الإنجليزية)